# The Code (série télévisée, 2019)
Pour les articles homonymes, voir The Code.
The Code est une série télévisée américaine en douze épisodes de 42 minutes créée par Craig Sweeny et Craig Turk, diffusée entre le 9 avril et le 22 juillet 2019 sur le réseau CBS et sur le réseau Global au Canada.
Au Québec, la série est prévue pour le 20 novembre 2019 à Séries+. Elle reste inédite dans tous les pays francophones.

## Synopsis
La série se déroule lorsque « les plus brillants cerveaux des forces armées des États-Unis relèvent des défis les plus difficiles auxquels sont confrontés l'état américain, où chaque avocat est formé à la fonction de procureur, d'avocat de la défense, d'enquêteur et de marin ».

## Distribution
- Luke Mitchell (VFB : Maxime Van Santfoort) : le capitaine John Abraham « Abe »
- Dana Delany (VF : Marine Jolivet) : la colonel Glenn Turnbull
- Anna Wood (en) (VFB : Sophie Landresse) : la capitaine Maya Dobbins[3]
- Ato Essandoh (VFB : Nicolas Matthys) : le major Trey Ferry[3]
- Raffi Barsoumian : l'adjudent-chef Rami Ahmadi[4]
- Phillipa Soo (VFB : Audrey d'Hulstère) : la lieutenant Harper Li[5]

### Récurrents
- Justine Cotsonas (VFB : Claire Tefnin) : Alex Hunt
- Wayne Duvall (VFB : Martin Spinhayer) : Hermes Papademotropoulos
- Mark Deklin (VFB : Philippe Résimont) : Commander Noah Hewitt
Version française
  - Société de doublage : Titrafilm
  - Direction artistique : Alexandra Correa
  - Adaptation des dialogues : Vincent Bonneau

Source et légende : version française (VF) selon le carton du doublage français télévisuel.

## Production

### Développement
Le 2 février 2018, il a été annoncé que CBS avait donné à la production une commande pilote. Le scénario du pilote devait être écrit par Craig Sweeny, également producteur exécutif, aux côtés de Craig Turk, Carl Beverly et Sarah Timberman. Les sociétés de production impliquées dans le projet pilote incluent CBS Television Studios et Timberman-Beverly Productions.
Le 9 février 2018, il a été annoncé que Marc Webb réalisait l'épisode pilote.
Le 11 mai 2018, il a été annoncé que CBS avait donné une commande en série à la production. Quelques jours plus tard, il a été annoncé que la série serait diffusé au printemps 2019 en remplacement de la mi-saison.
Le 15 janvier 2019, il a été annoncé que la série serait retenue de la mi-saison avec une date de diffusion le 9 avril 2019. Elle était programmé pour être diffusé chaque mardi pendant la plage horaire de 21 h.
Le 23 juillet 2019, la série est abandonnée.

### Attribution des rôles
Dans le pilote d'origine, Dave Annable avait été choisi pour le rôle principal du capitaine John Abraham et Mira Sorvino celui de la major Trey Ferry,. Lorsque la série a été repris, l'acteur australien Luke Mitchell a repris le rôle du capitaine John Abraham, tandis que Dana Delany a repris le rôle de Sorvino dans le rôle du colonel Glenn Turnbull.

### Fiche technique
Sauf indication contraire, les informations mentionnées dans cette section peuvent être confirmées par la base de données cinématographiques IMDb,  présente dans la section « Liens externes ».
- Titre : The Code
- Création : Craig Sweeny, Craig Turk
- Réalisation : Marc Webb, Guy Ferland, Holly Dale, Steve Adelson, John Polson, John Behring, Thomas Carter, Jann Turner
- Scénario : Craig Turk, Craig Sweeny, Kendall Sherwood, Mimi Won Tetjemtom, Nathan Alexander, Josh Fialkov, Anthony Swofford, Hope Mastras
- Musique (compositeur) : Adam Samuel Goldman
- Production (exécutive(s)) : Craig Sweeny, Craig Turk, Carl Beverly, Sarah Timberman, Marc Webb
- Société(s) de production : Action This Day!, Timberman-Beverly Productions, Black Lamb, CBS Television Studios
- Société(s) de distribution : CBS Television Distribution
- Pays d'origine :  États-Unis
- Langue originale : Anglais
- Genre : Drame
- Diffusion :  États-Unis

## Épisodes
1. Explosé (Blowed Up)
2. Terrain d'entente (P.O.G.)
3. Pas de gamine chez les marines (Molly Marine)
4. Retour à la vie civile (Back on the Block)
5. Cible manquée (Maggie's Drawers)
6. Première division civile (1st Civ Div)
7. Le déserteur (Above the Knee)
8. Les lionnes (Lioness)
9. Liaisons dangereuses (Smoke-Pit)
10. La cour secrète (Secret Squirrel)
11. Mettre et enlever (Don and Doff)
12. Dure journée au tribunal (Legit Bad Day)

## Accueil

### Audiences
| Saison | Jour et heur de diffusion | Début de diffusion | Début de diffusion | Début de diffusion | Fin de diffusion  | Fin de diffusion | Fin de diffusion |
| Saison | Jour et heur de diffusion | Date de diffusion  | Téléspectateurs    | Ref.               | Date de diffusion | Téléspectateurs  | Ref.             |
| ------ | ------------------------- | ------------------ | ------------------ | ------------------ | ----------------- | ---------------- | ---------------- |
| 1      | Mardi à 21 h              | 9 avril 2019       | 8 130 000          | [ 14 ]             | 22 juillet 2019   | 2 910 000        | [ 15 ]           |

### Réceptions critiques
Sur la revue de Rotten Tomatoes, la série bénéficie d'un taux d'approbation de 38% basé sur 8 commentaires, avec une note moyenne de 6/10.
Sur Metacritic, le score moyen pondéré est de 52 sur 100, sur 4 critiques, indiquant les "avis mitigés ou moyens".
Robert Lloyd du Los Angeles Times a qualifié la série de "continuellement détournée" et l’a décrit comme JAG "mais dans les Marines avec une allusion plaisante à « La bonne femme »". Daniel D'Addario de Variety a fait une critique mitigée et a qualifié la série de profondément familier. Il a dit que la NCIS avait fière allure par comparaison. Dan Fienberg, du Hollywood Reporter, l'a qualifié de "procédure procédurale très moyenne" et a comparé la série de manière défavorable au film Des hommes d'honneur.